# Катастрофа
Катастро́фа (от др.-греч. καταστροφή «переворот, ниспровержение; смерть») — неожиданное происшествие, вызвавшее человеческие жертвы, крупномасштабное разрушение техногенных объектов, ухудшение состояния природной среды и т. п.

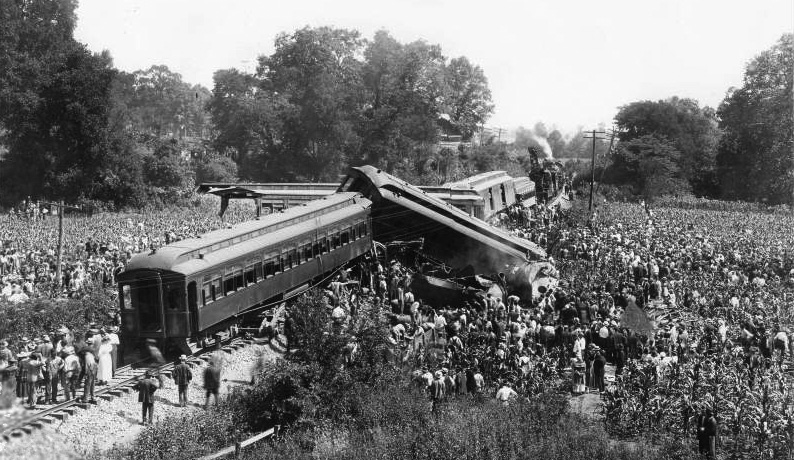
Крушение в Нашвилле — крупнейшая железнодорожная катастрофа в США (1918 год)

## Классификация катастроф

### По источникам
В зависимости от причин различают катастрофы природные (стихийные бедствия) и техногенные. Социальные, или гуманитарные катастрофы (потрясения в общественной жизни) происходят из-за ошибок в управлении обществом или из-за сознательной целенаправленной деятельности по разрушению общественных и государственных систем.

#### Природные
Природная катастрофа – разрушительное происшествие с природными причинами, например, землетрясение, извержение вулкана, ураган, смерч, тропический циклон, наводнение, оползень, сель, засуха, опустынивание, импактное событие, и т. п.

#### Техногенная катастрофа
Техногенная катастрофа – крупная авария, вызвавшая смерть людей, причинившая ущерб их здоровью, разрушение искусственного объекта и компонентов природной среды. Подразделяются на индустриальные и транспортные.

### По масштабам
В зависимости от масштабов катастрофы подразделяются на глобальные, национальные, региональные, локальные (местные) и объектовые.

## В культуре
- Широкое распространение получил жанр художественных фильмов-катастроф.
- документальный сериал «Секунды до катастрофы» посвящён расследованию техногенных катастроф и стихийных бедствий в современной истории, а также анализу причин и событий, которые привели к возникновению каждой из них.